# Nomoneura bellardi
Nomoneura bellardi är en tvåvingeart som först beskrevs av Bertoloni 1861.  Nomoneura bellardi ingår i släktet Nomoneura och familjen Mydidae. Inga underarter finns listade i Catalogue of Life.